# Bołosza (okręg wileński)
Bołosza (lit. Baluoša) – wieś na Litwie, w okręgu wileńskim, w rejonie święciańskim, w gminie Maguny, przy granicy z Białorusią i nad Bołoszanką.
Dawniej używana nazwa – Bołosza Stara.

## Historia
W XIX i w początkach XX w. majątek ziemski położony w Rosji, w guberni wileńskiej, w powiecie zawilejskim/święciańskim, w gminie Kiemieliszki. W 1905 roku liczył 44 mieszkańców, 260 dziesięcin, własność Przemieńskiego.
Po I wojnie światowej pod administracją polską, w Zarządzie Cywilnym Ziem Wschodnich. W latach 1920–1922 w składzie Litwy Środkowej.
Od 11 kwietnia 1922 zaścianek leżał w Polsce, w województwie wileńskim, w powiecie święciańskim, w gminie Kiemieliszki. 
W 1931 w 5 domach zamieszkiwało 37 osób.
Wierni należeli do parafii rzymskokatolickiej w Kiemieliszkach. Miejscowość podlegała pod Sąd Grodzki w Święcianach i Okręgowy w Wilnie; właściwy urząd pocztowy mieścił się w Kiemieliszkach.
Po II wojnie światowej w granicach Związku Sowieckiego. Od 1991 w niepodległej Litwie. Po upadku ZSRR Bołosza została przedzielona granicą państwową – część miejscowości na lewym brzegu Bołoszanki znalazła się w granicach Białorusi.